# Eupraxillella antarctica
Eupraxillella antarctica är en ringmaskart som beskrevs av Hartmann-Schröder och Rosenfeldt 1989. Eupraxillella antarctica ingår i släktet Eupraxillella och familjen Maldanidae. Inga underarter finns listade i Catalogue of Life.